# Halve marathon van Barcelona
De halve marathon van Barcelona is een hardloopwedstrijd over een afstand van een halve marathon (21,1 km), die sinds 1991 jaarlijks in de Spaanse stad Barcelona wordt gelopen. De wedstrijd wordt gehouden in de maand februari en wordt georganiseerd door het gemeentebestuur van Barcelona. 
In 2014 verbrak de Keniaanse Florence Kiplagat het wereldrecord voor de vrouwen tijdens deze halve marathon in een tijd van 1:05.12. Ze verbeterde hiermee het oude wereldrecord van Mary Keitany, gelopen tijdens de halve marathon van Ras al-Khaimah in 2011. Een jaar later verbeterde ze deze wereldrecordtijd wederom en liep een tijd van 1:05.09.
De IAAF heeft het evenement geclassificeerd als een Bronze Label Road Race. De halve marathon van Barcelona is geen onderdeel van de (hele) marathon van Barcelona, die een maand later wordt gehouden.

## Parcoursrecords
- Mannen: 59.44 - Mule Wasihun  Ethiopië (2018)
- Vrouwen: 1:05.09 - Florence Kiplagat  Kenia (2015) (Ex-WR)

## Winnaars
| Jaar             | Snelste man     | Land        | Tijd    | Snelste vrouw         | Land     | Tijd    |
| ---------------- | --------------- | ----------- | ------- | --------------------- | -------- | ------- |
| 10 februari 2019 | Eric Kiptanui   | Kenia       | 1:01.04 | Roza Dereje           | Ethiopië | 1:06.00 |
| 11 februari 2018 | Mule Wasihun    | Ethiopië    | 59.44   | Tejitu Daba           | Kenia    | 1:08.36 |
| 12 februari 2017 | Leonard Langat  | Kenia       | 1:00.52 | Florence Kiplagat     | Kenia    | 1:08.15 |
| 14 februari 2016 | Vincent Kipruto | Kenia       | 1:02.54 | Florence Kiplagat     | Kenia    | 1:09.19 |
| 15 februari 2015 | Tadesse Abraham | Zwitserland | 1:00.42 | Florence Kiplagat     | Kenia    | 1:05.09 |
| 16 februari 2014 | Eliud Kipchoge  | Kenia       | 1:00.52 | Florence Kiplagat     | Kenia    | 1:05.12 |
| 17 februari 2013 | Eliud Kipchoge  | Kenia       | 1:00.04 | Atseda Baysa Tesema   | Ethiopië | 1:07.33 |
| 26 februari 2012 | Abel Kirui      | Kenia       | 1:00.28 | Lineth Chepkurui      | Kenia    | 1:11.49 |
| 30 januari 2011  | Peter Kosgei    | Kenia       | 1:02.19 |                       |          |         |
| 14 februari 2010 | Eric Kibet Kogo | Kenia       | 1:03.10 | Joyce Chepkirui       | Kenia    | 1:12.31 |
| 8 februari 2009  | Alex Kirui      | Kenia       | 1:02.25 | Dergenesh Shisraw     | Ethiopië | 1:11.19 |
| 10 februari 2008 | Jacob Kipchumba | Kenia       | 1:01.19 | Joan Jepkorir Aiyabei | Kenia    | 1:11.02 |
| 11 februari 2007 | Jacob Kipchumba | Kenia       | 1:01.10 | Estela Navascues      | Spanje   | 1:14.56 |